# 413 a. C.
El año 413 a. C. fue un año del calendario romano prejuliano. En el Imperio romano se conocía como el Año del Consulado de Coso y Medulino (o menos frecuentemente, año 341 Ab urbe condita).

## Acontecimientos
- Antigua Atenas envía refuerzos a Sicilia. Los atenienses son derrotados en el puerto de Siracusa y sus fuerzas son destruidas.

## Nacimientos
- Arquelao I, rey de Macedonia.

## Fallecimientos
- Nicias, político y estratego ateniense
- Demóstenes, militar y estratego ateniense.
- Pérdicas II, rey de Macedonia.